# Jeanne de Chassincourt
Jeanne de Chassincourt, död 25 januari 1614, var en spansk (ursprungligen fransk) hovfunktionär. I Spanien kallades hon Juana de Jacincurt. Hon var hovdam vid det spanska hovet 1559–1598. Hon är främst känd som hovmästarinna och gunstling till Spanska Nederländernas regent Isabella Clara Eugenia.

## Biografi
Jeanne de Chassincourt blev vid 15 års ålder utsedd till att åtfölja den franska prinsessan Elisabet av Valois som hovfröken på dennas giftermål med kung Filip II av Spanien 1559. Hon gifte sig aldrig. Efter Elisabets död utnämndes hon till Dama (hovdam) hos Spaniens nästa drottning Anna av Österrike, och 1580 till hovdam åt prinsessorna. 1598 utsågs hon slutligen till camarera mayor, det vill säga chef för samtliga hovdamer, för den ena av prinsessorna, Isabella Clara Eugenia, när denna avreste till Bryssel för att tjänstgöra som regent i Spanska Nederländerna.
Jeanne de Chassincourt var Isabellas inflytelserika gunstling. Hon var känd för att kunna utverka tjänster åt släkt och vänner, och uppsöktes ofta av supplikanter. År 1612 genomdrev hon att hertigdömet Aarschot tillföll familjen d'Arenberg som en tjänst åt Anne de Croy. Hennes niece Catalina Livia utsågs till att i praktiken sköta arbetet åt henne och hennes nevö Louis de Chamborant till gentilhombre de la Boca. Många av hennes brev finns bevarade i familjen Arenbergs arkiv. Personligen hade hon en rörig ekonomi och regenten, som tycks ha betraktat henne som en familjemedlem, betalade ofta hennes skulder. Vid sin död lämnade hon efter sig en på den tiden enorm förmögenhet på 200 000 escudos.
Efter hennes död tog det nästan två år innan hertigen av Arenberg lyckades få sin syster Antonia Wilhelmina d'Arenberg (död 1627) utsedd till hennes efterträdare i november 1615. Denna blev den sista personen i tjänsten och tjänstgjorde till sin död, och försökte utöva samma inflytande som sin företrädare, men lyckades mer sällan. Isabella utsåg ingen ny efterträdare 1627, utan förlitade sig främst på sina två favorithovdamer (duenas de honor): Antoinette de Ravenel, grevinnan de la Fere, Maria Zapata, grevinnan de Villerval, och den ogifta Marie de Montmorency, syster till Jean de Montmorency, greve de Estaires, som funnits hos henne sedan 1605 och som kom att utgöra hennes innersta krets och mellanhänder, särskilt sedan Isabella efter sin makes död 1621 levde i klosterliknande isolation på sitt slott, inte längre höll några fester vid hovet och stängde ute män från sina rum.